# 13225 Manfredi
13225 Manfredi è un asteroide della fascia principale. Fu scoperto il 29 agosto 1997 presso l'Osservatorio San Vittore di Bologna. Presenta un'orbita caratterizzata da un semiasse maggiore pari a 2,9164397 UA e da un'eccentricità di 0,0671386, inclinata di 2,46683° rispetto all'eclittica.
Deve il suo nome all'astronomo bolognese Eustachio Manfredi e ai suoi fratelli Gabriele ed Eraclito, tutti e tre professori presso l'Università di Bologna nel XVIII secolo.